# Dreamline
Dreamline är en låt av Rush. Den släpptes som singel och återfinns på albumet Roll the Bones, släppt den 3 september 1991. 
"Dreamline" spelades 494 gånger live av Rush.